# Halte de Rampillon
La halte de Rampillon est une gare ferroviaire française de la ligne de Paris-Est à Mulhouse-Ville située sur le territoire de la commune de Rampillon, dans le département de Seine-et-Marne en région Île-de-France.
La fermeture de la gare au service des voyageurs intervient en 1948. Le bâtiment existe toujours au début des années 2010, dans un état correct.

## Situation ferroviaire
La gare de Rampillon est établie au point kilométrique (PK) 73,200 de la ligne de Paris-Est à Mulhouse-Ville, après la gare ouverte de Nangis, en venant de Paris-Est, et avant la gare fermée et désaffectée de Maison-Rouge-en-Brie.

## Histoire

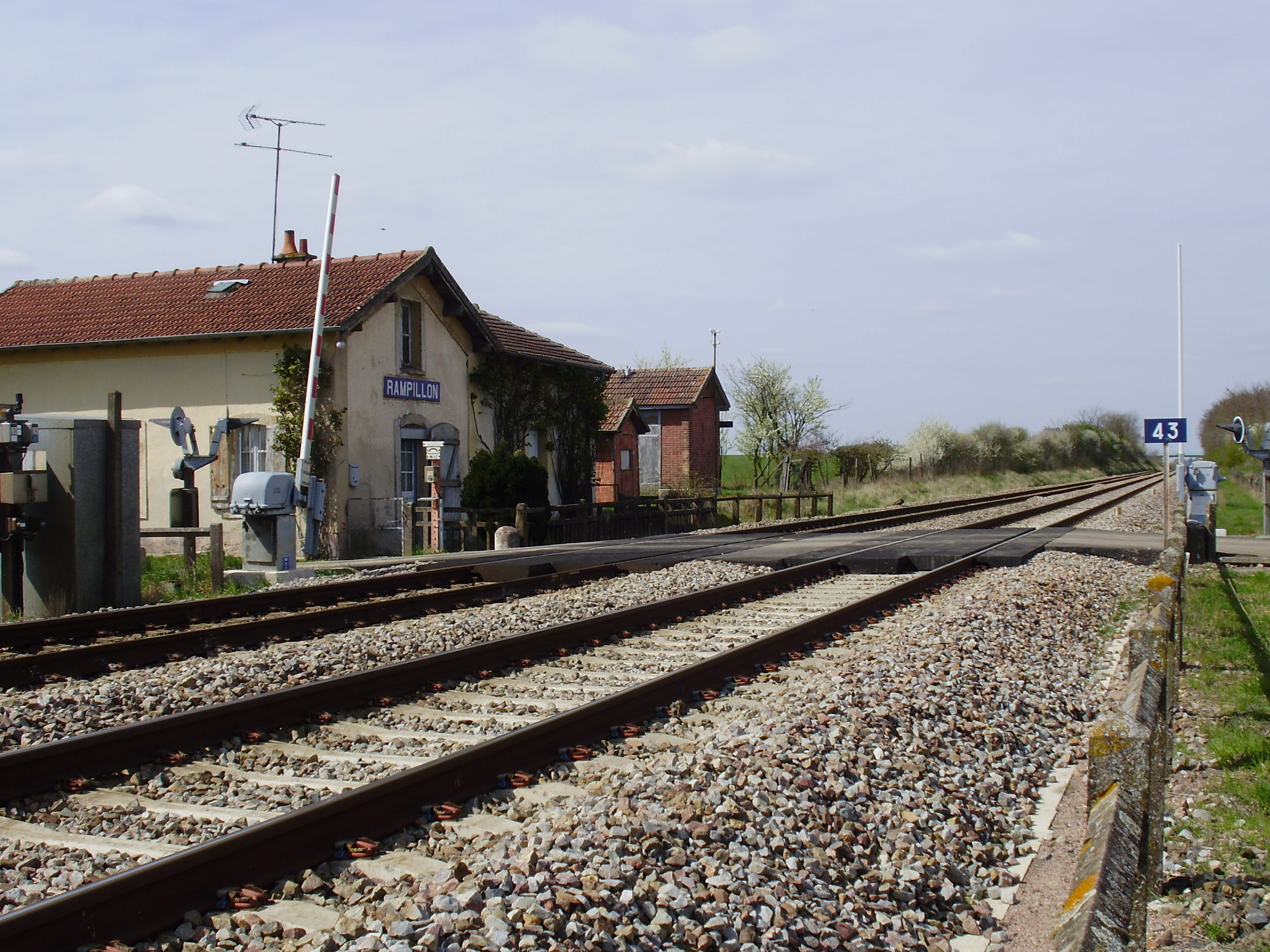
Vue d'ensemble en regardant vers Paris.

La Compagnie des chemins de fer de l'Est ne met en service la halte de Rampillon, sur la section de Nangis à Chaumont de la ligne de Paris-Est à Mulhouse-Ville, que bien après l'inauguration de cette dernière le 25 avril 1857, contrairement aux autres gares de la ligne. L'arrêt n'apparaît ni dans le livre de la « Géographie de Seine-et-Marne de 1880 », ni sur la feuille de Provins en 1887, mais elle est présente sur la fiche horaire de 1911. Le 14 juillet 1902, le conseil municipal de la commune accepte la proposition de la Compagnie de l'Est qui, moyennant la somme de 14 200 francs, crée une halte sur la commune de Rampillon. En novembre 1902, la maison du garde, la lampisterie et deux trottoirs (quais) de quatre mètres sont construits.
La halte fut ouverte au trafic de voyageurs le 20 septembre 1903.
En 1936, la gare est desservie par un service de banlieue, dont le dernier arrêt est la gare de Longueville. Durant la période d'hiver, à Rampillon, il y a cinq aller-retours chaque jour ouvrable. La halte est supprimée en 1948.
Un accident ferroviaire se produit à proximité de la gare le 1er juillet 1917.
Il est fait mention d'un chef de gare en 1937. L'ancien bâtiment voyageurs, toujours en place en 2012, est devenu une propriété privée ; la halte, dorénavant sans quai, n'est plus desservie. Ledit bâtiment est visible des voyageurs empruntant un train traversant la halte.